# Posada Massó
La Posada Masso es un inmueble del municipio español de Villanueva de la Jara, en la provincia de Cuenca, que cuenta con el estatus de Bien de Interés Cultural.

## Descripción
Ubicado en el municipio conquense de Villanueva de la Jara, en Castilla-La Mancha,  ocupa uno de los laterales de una esquina de la Plaza Mayor con vuelta a la calle Parador, que afluye a ella y fachada posterior a la calle Nueva. Una calle interior atraviesa el edificio desde la calle Nueva a salir a la Plaza, atravesando también el patio interior que en parte está cubierto.
El edificio es de planta irregular y está construido con entramado de madera toscamente trabajado y ladrillo. Consta de dos plantas y la división entre ambas está resuelta con estructura de bovedilla. Fue construido por Juan Naranjo para ser utilizado como posada de arrieros.
Tiene doble fachada adintelada, a todo lo largo de ella, corre un porche de dos alturas, de pies derechos, apoyados sobre pedestales de piedra, un travesaño a la altura de la primera planta, sobre el que se sujetan unos tirantes que vienen desde el muro, para seguir con otros pies derechos de madera hasta sostener el alero de la cubierta.
En la puerta principal dos columnas toscanas sujetan un gran arco rebajado que comienza a la altura de la segunda planta y que limita la trama del porche solamente en esta parte a manera de un gran pórtico que sirve para aumentar la gracia de este edificio de neta arquitectura popular. La entrada de carruajes es un portalón con arco rebajado próximo al medio punto, enmarcándolo un alfiz. El resto de los vanos, tanto puertas como ventanas, están distribuidos de manera más irregular.
El 19 de febrero de 1992, fue declarada Bien de Interés Cultural, con la categoría de monumento, mediante un decreto publicado el 4 de marzo de ese mismo año en el Diario Oficial de Castilla-La Mancha.